# Gérarde Konsbrück
Gérarde Konsbrück (Echternach, 20 december 1929 – Bettembourg, 28 april 2004) was een Luxemburgs graficus, kunstschilder en tekenaar.

## Leven en werk
Gérarde Konsbrück was een dochter van douane-inspecteur Jean-Pierre Konsbrück en Marie Madeleine Nouveau. Ze studeerde twee semesters aan de kunstacademie van München. Ze trok naar Parijs, waar ze studeerde aan de faculteit letteren van de Universiteit van Parijs (1952-1953) en haar licentiaat kunstgeschiedenis haalde aan de École nationale supérieure des beaux-arts (1953-1956).
Konsbrück maakte olieverschilderijen, tekeningen, houtgravures en monotypes.Ze werd lid van de kunstenaarsvereniging Cercle Artistique de Luxembourg (CAL), waar ze vanaf 1955 deelnam aan de salons. Solo-exposities had ze onder meer in Galerie Wierschem (1957), Galerie Interart (1967), Galerie Dominique Lang in Dudelange (1978), Galerie d'Art Municipale (1978) en Galerie Saint-Michel (1987) in Luxemburg-Stad. Naast haar werk als kunstenaar was ze secretaris van de Assemblée Générale des Equipes Sociales de Malades Auxilia, de organisatie bood kunst-, taal-, literatuur- en doe-het-zelfcursussen aan patienten met een lang(er) durende ziekte.
Gérarde Konsbrück overleed op 74-jarige leeftijd.

## Enkele werken
- 1962 houtgravure Père et fille se promenant, collectie Musée national d'archéologie, d'histoire et d'art.[8]
- 1962 Illustraties voor Amphithéâtre D 53 van Rosemarie Kieffer. Luxemburg: Imprimerie Saint-Paul, Editions S.E.L.F.
- 1965 Illustraties voor Un Chat noir à Galway van Rosemarie Kieffer. Luxemburg: Imprimerie Saint-Paul, Editions S.E.L.F.

- International Standard Name Identifier: 0000 0004 9550 8113
- Musée national d'archéologie, d'histoire et d'art: lkl000110
- Virtual International Authority File: 10161760109421640537